# Orbivírus
O gênero Orbivírus é um membro da família Reoviridae. Este gênero contém cerca de 22 espécies e pelo menos 130 serotipos. Orbivírus podem infectar e replicar dentro de uma ampla variedade de hospedeiros, desde artrópodes, até vertebrados. Orbivírus foram nomeados de acordo com sua forma de donut (Orbi, em latim, significa anel).
Muitas orbiviroses são transmitidas por carrapatos ou insetos hematófagos (Culicoides e mosquitos) e afetam ruminantes, marsupiais, preguiças, morcegos, felinos e humanos.
As três mais importantes orbiviroses são a língua azul, a peste equina africana e a doença epizoótica hemorrágica, que são transmitidas por insetos do gênero  Culicoides.